# Parvis des 260 Enfants
Parvis des 260 Enfants är en gata i Quartier Saint-Gervais i Paris fjärde arrondissement. Parvis des 260 Enfants, som egentligen är ett litet torg (jämför franska: parvis, "plats framför kyrkport", "tempelförgård"), är belägen framför École élémentaire des Hospitalières-Saint-Gervais. Parvis des 260 Enfants är tillägnad de 260 judiska elever vid denna skola som inom ramen för Vélodrome d'Hiver-räden den 16–17 juli 1942 greps och deporterades för att mördas i Auschwitz-Birkenau.
Parvis des 260 Enfants invigdes den 16 november 2018 av Paris borgmästare Anne Hidalgo, Patrick Bloche och borgmästaren för fjärde arrondissementet Ariel Weil.

## Bilder
| - Gatuskylt. |

## Kommunikationer
- Tunnelbana – linje  – Saint-Paul
- Busshållplats Rue Vieille-du-Temple – Paris bussnät, linje 29

### Webbkällor
- ”Les noms de rues parisiennes décortiqués: le Parvis des 260 Enfants” (på franska). Paris ZigZag. https://www.pariszigzag.fr/secret/histoire-insolite-paris/les-noms-de-rues-parisiennes-decortiques-le-parvis-des-260-enfants. Läst 11 juli 2021.
- Baverel, Philippe (15 november 2018). ”Paris: un parvis des 260 enfants, en mémoire des élèves déportés” (på franska). Le Parisien. https://www.leparisien.fr/paris-75/paris-un-parvis-des-260-enfants-en-memoire-des-eleves-deportes-15-11-2018-7944057.php. Läst 11 juli 2021.